# 陳宜倩
陳宜倩，台灣性別研究學者，現時是世新大學性別研究所教授。她不時會就一些在台灣性別意識的議題接受媒體訪問及撰寫投稿文章，因而得到一些媒體關注。另外，她亦曾經獲法院及不同機構邀請，進行性平議題相關工作。

## 學歷
- 美國紐約州康乃爾大學法學博士[5]
- 德國海德堡大學法學碩士[5]
- 美國紐約州康乃爾大學法學碩士[5]
- 國立台灣大學法律學士[5]

## 學術專長
- 女性主義法學[5]
- 比較法學[5]
- 性別與公共政策[5]
- 男性研究[5]
- LGBT法律研究[5]

## 社會議題觀點及政治立場
她關注司法改革、職場性騷擾同性平議題，認為不論男、女、雙性或跨性別認同，都理應享有同樣的權利。她又關注政治人物厭女、恐同言論，並曾經和民進黨立委范雲、香港民主黨性別平權委員會委員梁詠恩等人多次召開記者招待會，表達對此等言論關注。
於世新大學性別研究所停辦風波裡面，她亦有份參與反對停辦的行動。
於2024年中華民國立法委員選舉，她支持時代力量。